# Emesis zela
Emese zela é uma espécie de borboleta da família de borboletas conhecida como Riodinidae. Ela pode ser encontrado na América do Norte.
O número MONA ou Hodges de Emese zela é 4399.

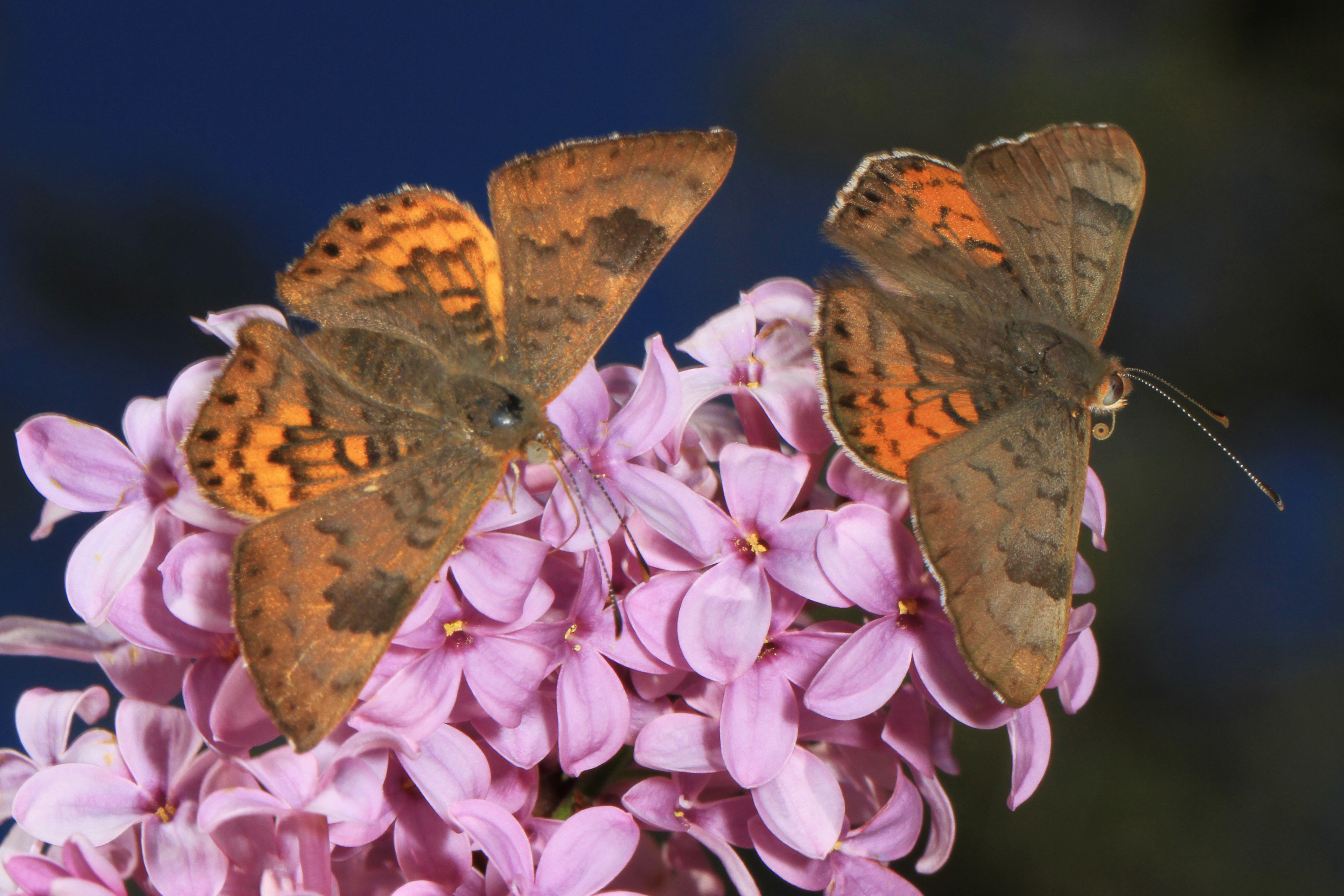
Emese zela

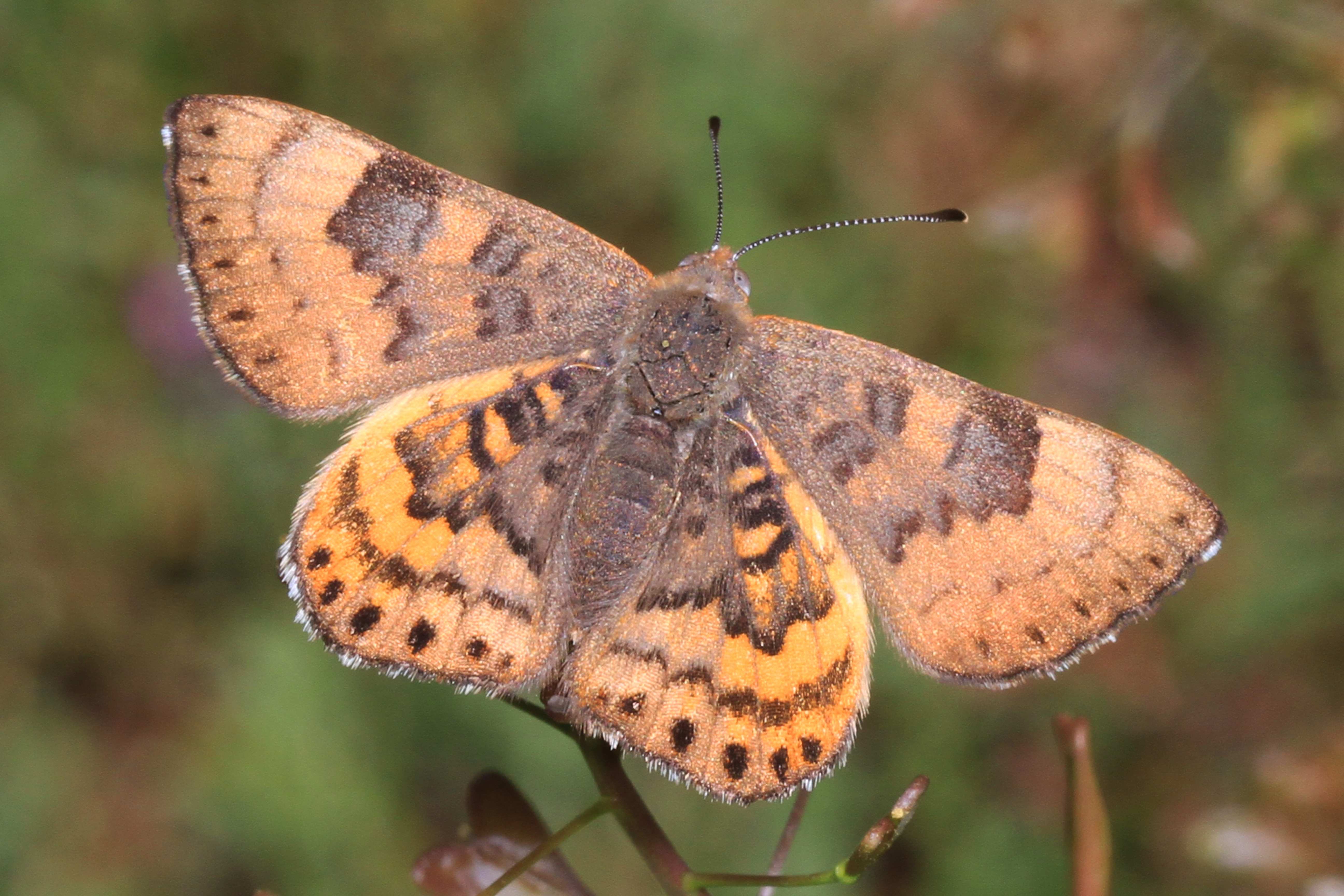
Emese zela

## Subespécies
Estas quatro subespécies pertencem à espécie Emese zela:
- Emese zela ares Edwards, 1882 c g
- Emese zela aureola Stichel, 1926 c g
- Emese zela cleis (W. H. Edwards, 1882) eu
- Emese zela zela g

Fontes de dados: i = ITIS, c = Catálogo da Vida, g = GBIF, b = Bugguide.net